# Diana Krall
Diana Jean Krall, sinh ngày 16.11.1964 tại Nanaimo, British Columbia, Canada, là một nhạc sĩ dương cầm, ca sĩ nhạc jazz người Canada, nổi tiếng về giọng nữ trầm của cô. Cô đã bán trên 6 triệu album của mình ở Hoa Kỳ và hơn 15 triệu album trên toàn thế giới. Ngày 11.12.2009, tạp chí Billboard đã bầu cô là nghệ sĩ nhạc jazz thứ nhì của thập niên 2000–2009, xếp cô là một trong những nghệ sĩ có album bán chạy nhất trong thời đại của mình. Cô là ca sĩ nhạc jazz duy nhất có 8 album đầu tay đứng đầu Billboard Jazz Albums. Cho tới nay, cô đã đoạt 2 giải Grammy và 8 Giải Juno. Cô cũng đã đạt được 9 album vàng, 3 album bạch kim và 7 album đa bạch kim.

## Cuộc đời
Krall sinh ngày 16.11.1964 ở Nanaimo, British Columbia, Canada. Cha cô chơi dương cầm ở nhà, còn mẹ cô hát trong ca đoàn cộng đồng. Năm 4 tuổi cô đã biết chơi dương cầm và năm 15 tuổi cô đã chơi nhạc jazz trong một tiệm ăn địa phương.
Cô được cấp một học bổng để theo học âm nhạc ở Berklee College of Music (trường âm nhạc Berklee) ở Boston trước khi tới Los Angeles để chơi nhạc jazz. Năm 1993 cô trở về Canada để phát hành album đầu tiên của mình.
Năm 2002 mẹ của Krall qua đời vì bệnh đa u tủy (multiple myeloma), vài tháng sau 2 người cố vấn đầy kinh nghiệm của cô là Ray Brown và Rosemary Clooney cũng từ trần.

### Sự nghiệp
Năm 1993, Krall phát hành album Stepping Out đầu tay của mình, được thâu cùng với nhạc sĩ chơi guitar bè trầm John Clayton và tay trống Jeff Hamilton. Album này đã khiến nhà sản xuất Tommy LiPuma chú ý, nên2 năm sau ông đã sản xuất album thứ hai của cô nhan đề Only Trust Your Heart (1995).
Album thứ ba của cô - All for You: A Dedication to the Nat King Cole Trio (1996) - được đề cử cho giải Grammy và tiếp tục nằm trong danh sách các đĩa nhạc pop bán chạy nhất trong tuần của tạp chí Billboard 70 tuần lễ liền. Album Love Scenes (1997) thâu chung với Russell Malone (guitar) và Christian McBride (bass) đã nhanh chóng trở thành album rất thành công.
Tháng 8 năm 2000, Krall đi lưu diễn chung với Tony Bennett ở 20 thành phố. Họ lại trình diễn chung cho một bài hát trên loạt phim truyền hình Spectacle: Elvis Costello with...
Các chuyển biên dàn nhạc của Johnny Mandel làm nền tảng cho album When I Look In Your Eyes (1999) của cô. Bản chuyển biên cho album The Look of Love (2001) do Claus Ogerman soạn; album này đạt được danh hiệu album bạch kim và nằm trong nhóm 10 của Billboard 200. Bài hát chủ đề của album này, một bài hát được thâu cho phim Casino Royale bởi Dusty Springfield và Sérgio Mendes, là bài hát được ưa chuộng trong cuối thập niên 1960 và đạt tới số 22 trong danh sách bài được ưa chuộng hàng tuần đương thời. 
Tháng 9 năm 2001, Krall bắt đầu chuyến lưu diễn trên thế giới. Buổi hòa nhạc của cô ở Paris Olympia được thâu âm và được phát hành như album nhạc thâu âm trực tiếp đầu tiên của cô từ buổi biểu diễn với nhan đề Diana Krall - Live in Paris. Album này cũng có các bài "Just The Way You Are" của Billy Joel và "A Case Of You" của Joni Mitchell được thâu lại.
Phim The Score (năm 2001) với các diễn viên Robert De Niro và Marlon Brando, cũng thể hiện bài hát của Krall nhan đề: "I’ll Make It Up As I Go" do David Foster, do một nhạc sĩ Canada sáng tác.
Sau khi kết hôn với Elvis Costello, cô làm việc chung với anh như người viết lời ca và bắt đầu sáng tác các ca khúc riêng của mình, kết quả là album The Girl in the Other Room. Album này được phát hành trong tháng 4 năm 2004, đã nhanh chóng đứng vào hàng top 5 ở Vương quốc Anh và lọt vào danh sách 40 album hàng đầu ở Úc.
Cô tham gia album Genius Loves Company năm 2004 của Ray Charles với ca khúc "You Don't Know Me".

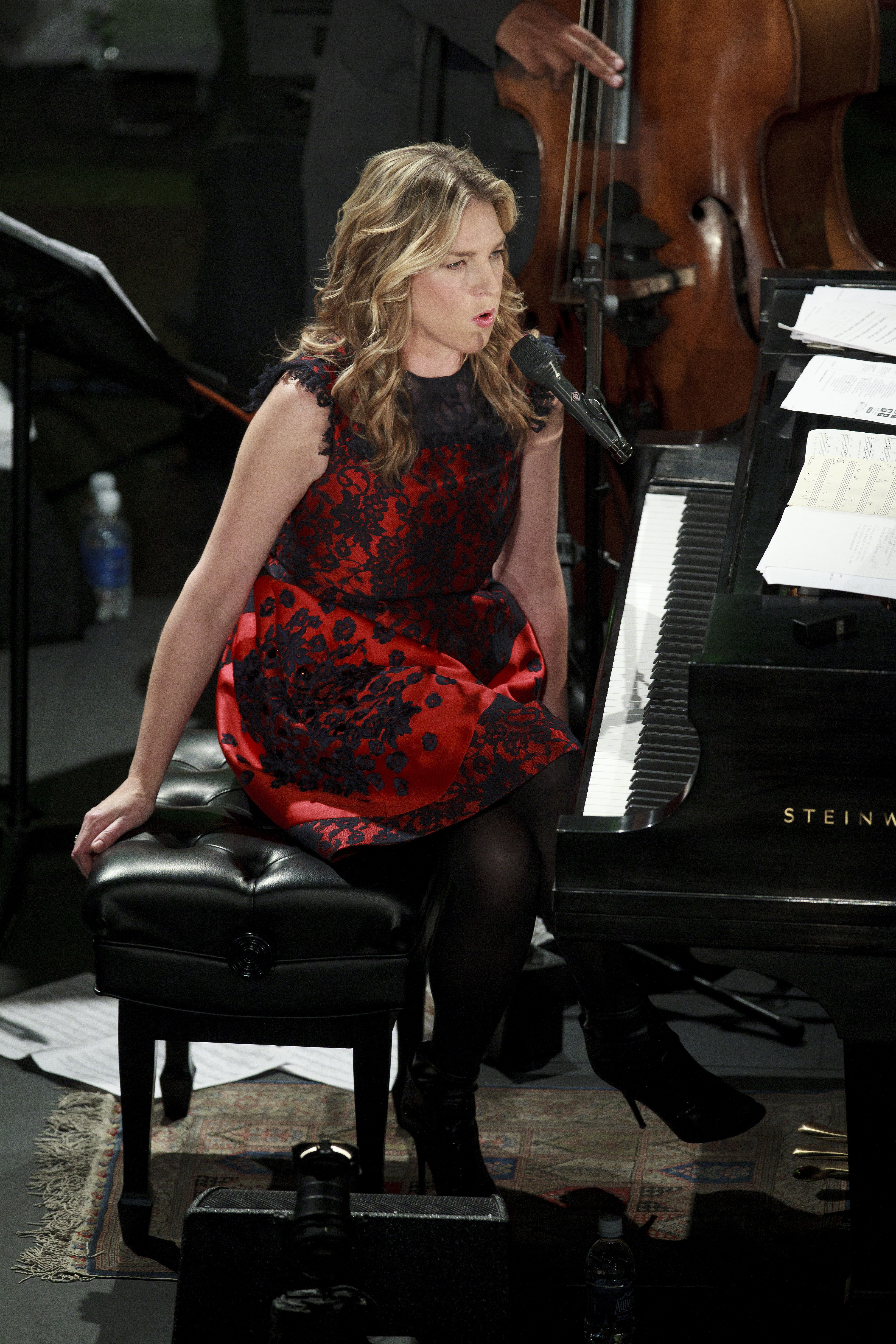
Trình diễn trực tiếp ở "The Paramount Theater" tại Charlottesville, Virginia

Cuối tháng 5 năm 2007, Krall tham gia trong một đợt quảng cáo của Lexus. Cô cũng hát bài "Dream a Little Dream of Me" với sự đệm đàn dương cầm của Hank Jones.
Album Quiet Nights được phát hành ngày 31.3.2009.
Krall cũng sản xuất album Love Is the Answer của Barbra Streisand, phát hành ngày 29.9.2009. 
Năm 2011 Krall sang thăm Sri Lanka, tuy nhiên, cuộc viếng thăm này là hoàn toàn riêng tư. Tháng 9 năm 2012, cô tháp tùng Paul McCartney ở Capitol Studios trong cuộc trình diễn trực tiếp album "Kisses on the Bottom" của ông, được chiếu trực tiếp trên internet.
Ngày 13.9.2012, Krall trình diễn bài Fly Me to the Moon tại cuộc tưởng niệm nhà du hành vũ trụ Neil Armstrong ở thành phố Washington, D.C.
Album Glad Rag Doll, album mới đây nhất của cô được phát hành ngày 2.10.2012.

### Đời tư
Krall kết hôn với Elvis Costello, một nhạc sĩ người Anh ngày 6.12.2003 tại khu nhà của Elton John bên ngoài thành phố London. Họ có hai con sinh đôi - Dexter Henry Lorcan và Frank Harlan James – sinh ngày 6.12.2006 ở thành phố New York.

## Danh sách đĩa nhạc
Studio albums
- 1993: Stepping Out
- 1995: Only Trust Your Heart

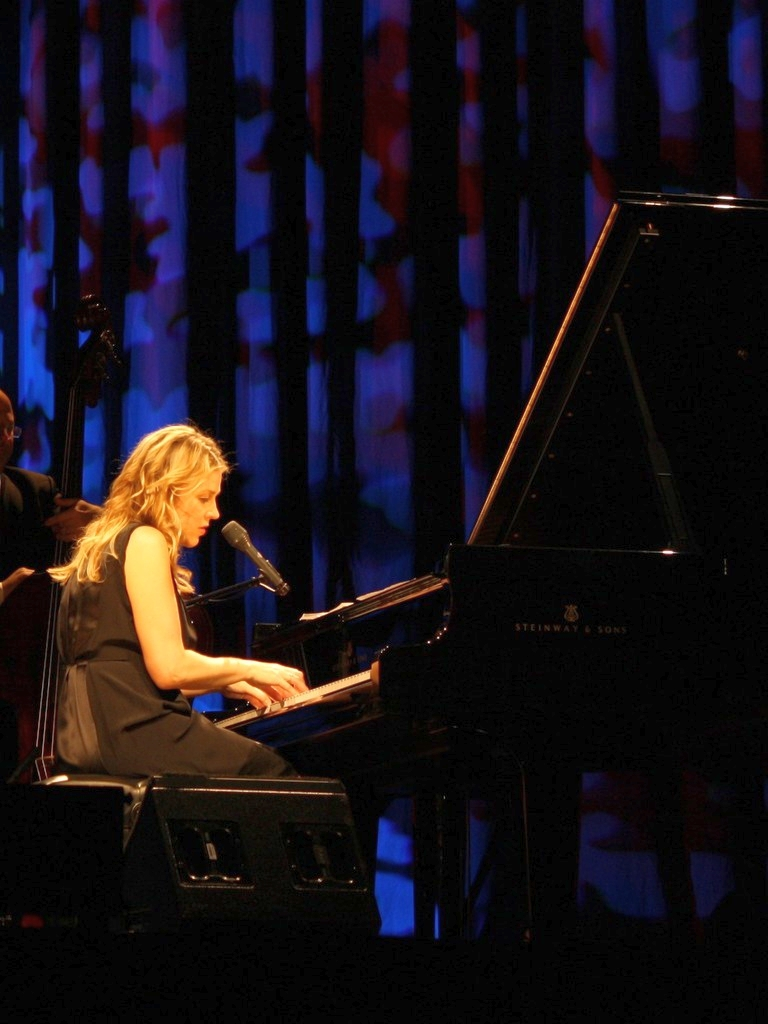
Diana Krall chơi dương cầm của nhà sản xuất đàn Steinway

- 1996: All for You: A Dedication to the Nat King Cole Trio
- 1997: Love Scenes
- 1999: When I Look in Your Eyes
- 2001: The Look of Love
- 2004: The Girl in the Other Room
- 2005: Christmas Songs
- 2006: From This Moment On
- 2009: Quiet Nights
- 2012: Glad Rag Doll
- 2015: Wallflower
- 2017: Turn Up the Quiet
- 2018: Love Is Here To Stay
- 2020: This Dream of You

Live albums
- 2002: Live in Paris
- 2007: The Very Best of Diana Krall
- 2012: An Intimate Night

DVD
- 2002: Live in Paris
- 2004: Live at the Montreal Jazz Festival
- 2009: Live in Rio

## Danh mục phim
| Năm       | Tên                                              | Vai diễn                 | Ghi chú                                                                                             |
| --------- | ------------------------------------------------ | ------------------------ | --------------------------------------------------------------------------------------------------- |
| 1999      | At First Sight                                   | Ca sĩ                    | |
| 1997—1998 | Melrose Place                                    | Bản thân cô              | "A Shot in the Dark" (Season 6, Episode 8, uncredited) "Ball N' Jane" (Season 7, Episode 4)         |
| 2001      | Jazz Seen: The Life and Times of William Claxton | Bản thân cô              | Phim tài liệu                                                                                       |
| 2003      | Anything Else                                    | Bản thân cô              | |
| 2003      | De-Lovely                                        | Người trình diễn âm nhạc | hát bài "Just One of Those Things"                                                                  |
| 2005      | Mississippi Rising                               | Bản thân cô              | Phim tài liệu truyền hình                                                                           |
| 2008—2009 | Spectacle: Elvis Costello with...                | Bản thân cô              | "Tony Bennett" (Season 1, Episode 5) "Diana Krall Interviewed by Elton John" (Season 1, Episode 12) |
| 2009      | Public Enemies                                   | ca sĩ Torch              | |

## Giải thưởng

### Giải Grammy
| Năm  | Đề cử / Tác phẩm                                    | Giải thưởng                                                              | Kết quả   |
| ---- | --------------------------------------------------- | ------------------------------------------------------------------------ | --------- |
| 1996 | All for You: A Dedication to the Nat King Cole Trio | Album thanh nhạc Jazz hay nhất                                           | đề cử     |
| 1997 | Love Scenes                                         | Album thanh nhạc Jazz hay nhất                                           | đề cử     |
| 2000 | When I Look in Your Eyes                            | Album của Năm                                                            | đề cử     |
| 2000 | When I Look in Your Eyes                            | Trình diễn thanh nhạc Jazz xuất sắc nhất                                 | đoạt giải |
| 2000 | When I Look in Your Eyes                            | Album sáng tạo hay nhất, Phi cổ điển (to Al Schmitt)                     | đoạt giải |
| 2002 | "Better Than Anything"                              | nhạc Pop kết hợp với thanh nhạc hay nhất                                 | đề cử     |
| 2002 | The Look of Love                                    | Album sáng tạo hay nhất, Phi cổ điển (to Al Schmitt)                     | đoạt giải |
| 2003 | Live in Paris                                       | Album thanh nhạc Jazz hay nhất                                           | đoạt giải |
| 2005 | "I Should Care"                                     | phối nhạc đệm cho thanh nhạc hay nhất                                    | đề cử     |
| 2007 | From This Moment On                                 | Album thanh nhạc Jazz hay nhất                                           | đề cử     |
| 2008 | These Days (as featured artist)                     | Album của năm                                                            | đề cử     |
| 2010 | Yo-Yo Ma & Friends: Songs of Joy & Peace            | Album phối hợp nhạc cổ điển hay nhất                                     | đề cử     |
| 2010 | "Quiet Nights"                                      | Giải Grammy cho phối nhạc đệm cho thanh nhạc hay nhất (to Claus Ogerman) | đoạt giải |

## Vinh dự
- Năm 2000, Krall được tặng Order of British Columbia (Huân chương của tỉnh British Columbia).[10]
- Năm 2003 cô được tặng bằng tiến sĩ danh dự (Mỹ thuật) của Đại học Victoria.[11]
- Năm 2004, cô được đưa vào Canada's Walk of Fame.[12]
- Năm 2005, cô được thưởng Huân chương Canada hạng Officer.[13]
- Năm 2008, Nanaimo Harbourfront Plaza được đặt tên lại là Diana Krall Plaza.[14]
- Cô là hội viên danh dự của Multiple Myeloma Research Foundation (Quỹ nghiên cứu bệnh đa u tủy).[15]
- Diana Krall là một Steinway Artist[16]